# 新戈羅傑齊克
50°21′12″N 29°13′0″E / 50.35333°N 29.21667°E
新戈羅傑齊克（烏克蘭語：Новогородецьке）是烏克蘭北部的村莊，隸屬日托米爾州的日托米爾區。該村面積0.47平方公里，海拔高度171米，2001年人口129，人口密度每平方公里275.05人。